# Kasztíliai Királyság
A Kasztíliai Királyság egy független, keresztény állam, mely az Ibériai-félsziget központi területein működött. 927-ben jött létre, az Asztúriai Királyság egyik utódállamaként, előbb grófságként, majd 1035-től királyságként. Előbb a Leóni Királysággal egyesült, majd Navarra déli és nyugati részeit annektálta. Véglegesen 1516-ban szűnt meg önállósága, amikor egyesült Aragóniával. Ezzel létre jött a Spanyol Királyság.

## Földrajza
Nevét a spanyol Castilla szóból eredeztetik, melynek jelentése kastély, vár, erőd. A tágas, viszonylag ritkán lakott kasztíliai fennsík, a meseta Spanyolország központi területe. Átlagosan 600 méterrel a tenger színe felett fekszik. Területe két tájegységre osztható: Ó-Kasztília (Castilla la Vieja) és Új-Kasztília (Castilla la Nueva). Előbbin a Madridtól nyugati–északi, utóbbin a Madridtól keleti–déli irányban elhelyezkedő tájegységeket értjük. Hozzávetőlegesen, a mai spanyol közigazgatási felosztás szerint, Kantábria, Kasztília és León, La Rioja, Navarra, Aragónia déli része, illetve Kasztília-La Mancha és Valencia tartomány keleti része fedné le a történelmi Kasztília területét. Kasztília és León, valamint a Kasztília-La Mancha régióját egy sor hegyvonulat választja el egymástól. A kopár fennsíkon elsősorban állattenyésztéssel,  pásztorkodással foglalkoztak.

## Kasztíliai Grófság (927-1035)
III. Alfonz asztúriai király már a 890-es évek végétől folyamatosan szembesült a fiai – García (871?–914), Ordoño  (873 – 924) és Fruela (875–925) – lázongásaival. A gyermekeket édesanyjuk, Jimena (849?–912) is támogatta. A fivéreket támogatta a nemesség egy jelentős része is. III. Alfonz végül belefáradt a konfliktusba, és a polgárháborút elkerülendő 910-ben lemondott e három fia javára, birodalmát felosztotta közöttük, majd még ugyanebben az esztendőben elhunyt. Fiai közül I. García leóni király (910–914), II. Ordoño Galicia királya és leóni király, II. Fruela Asztúria királya (910–925) és később León királya (924–925) lett. Az újonnan megalakult Leóni Királyság területén jött létre a Kasztíliai Grófság 927-ben.

Kasztíliai királyi címer a 13. században

## Kasztíliai Királyság (1035-1230)
III. Sancho navarrai király kiterjesztette hatalmát Leónra és Kasztíliára is, így a félsziget legerősebb keresztény uralkodójává vált. 1035-ben bekövetkezett halálakor felosztotta birodalmát fiai között. Ekkor emelte Kasztíliát királyi rangra, így fia I. Ferdinánd León és Kasztília királya lett. Ferdinánd szintén felosztotta országát fiai, Sancho és Alfonz között, így 1065-ben először lett független királyság Kasztília. Sancho halála után (1072) azonban Alfonz örökli a trónt, és a két ország újra egyesül. A perszonálunió egészen 1157-ig áll fenn, VII. Alfonz haláláig. A kasztíliai trónt elsőszülött fia III. Sancho örökli.

## Kasztíliai és Leóni Királyság (1230-1516)
Berengária királynő (1217) 1197-ben feleségül ment apja unokatestvéréhez, a szintén a Burgundiai-házból származó IX. Alfonz (1171–1230) leóni királyhoz, akinek a második felesége lett. Berengária és IX. Alfonz házasságát a közeli rokoni kapcsolat miatt III. Ince pápa 1204-ben érvénytelenítette, és Berengária – a házaspár gyermekeivel együtt – hazatért apja udvarába. A leóni király figyelme ekkor visszafordult az első felesége, Terézia (1176? 1181? – 1250), I. Sancho (1154–1211) portugál király lánya és e házasságából született gyermekei felé, amely házasságot egyébként III. Celesztin pápa már 1196-ban – szintén a közeli rokoni kapcsolat miatt – érvénytelenített. A két királyság viszonya megromlott, a volt házastársak később szembe is kerültek egymással.
IX. Alfonz ugyanis beavatkozott Kasztília ügyeibe: 1217-ben meghalt I. Henrik (1204–1217) király, VIII. Alfonz fia és utóda. Kasztília királynője ekkor Berengária lett, Henrik nővére, azonban még ebben az évben (1217) lemondott a IX. Alfonztól született fia, Ferdinánd (1201?–1252) javára, ő lett III. (Szent) Ferdinánd kasztíliai király (1217–1252). IX. Alfonz ekkor a maga uralma alatt akarta egyesíteni a két királyságot, és a leóni sereg bevonult Kasztíliába. A kasztíliai nemesség azonban nem állt mellé, IX. Alfonz pedig támogatás hiányában visszavonta seregét és 1218-ban kiegyezett a kasztíliaiakkal.
Alfonz örökös nélkül halt meg, így Ferdinánd ismét egyesítette a két országot, amely ezután már nem vált ketté.
IV. Henrik halála után polgárháború tört ki lánya, Johanna és annak nagynénje, Izabella között, melyből utóbbi került ki győztesen. Izabella 1475-ben házasságot köt II. Ferdinánd aragóniai királlyal (V. Ferdinánd néven Kasztília királya), akinek halála után Kasztília és Aragónia egyesülésével létre jön a Spanyol Királyság.

A Kasztíliai Királyság területváltozásai

### Reconquista
Lásd még: a Reconquista szócikket
A reconquista, azaz az Ibériai-félsziget felszabadítása az arab uralom alól, már a 10. században megkezdődött. A félsziget keresztény államai a pápa támogatásával fokozatosan győzik le a feldarabolódott Córdobai Kalifátus utódállamait, ebben nagy szerepe volt a Kasztíliai Királyságnak is. 1236-ban III. (Szent) Ferdinánd már Córdoba városát szabadítja fel, majd 1248-ban Sevilla városát is elfoglalja. Az utolsó iszlám kézen maradó terület Granada volt, ezt 1492-ben V. Ferdinánd és I. Izabella szabadítja föl, beteljesítve ezzel a reconquistát.

### A gyarmatbirodalom kiépítése
Lásd még: a Spanyol Birodalom szócikket
Kasztília 1492-ig a reconquista befejezésére és az egységes Spanyolország létrehozására koncentrált, nem törekedett területszerzésre (bár a Kanári-szigeteket elfoglalták). 1492-ben azonban már támogatták Kolumbusz Kristóf útját, aki ekkor felfedezte Amerikát. Ezzel megindult az Újvilág meghódítása. Ennek folyamán a Kasztília és Aragónia egyesülésével létrejövő Spanyol Királyság többször is szembe került az újkori gyarmatosítás első szakaszának másik nagyhatalmával, Portugáliával. A konfliktus megoldása érdekében született meg 1494-ben a tordesillasi szerződés, melyben kettéosztották a Földet: a spanyolok kapták Amerikát, a portugáloknak pedig Afrika és Ázsia jutott. Spanyolország egészen a 19. század elejéig megőrzi nagyhatalmi státuszát.